# 寬裕教育
寬裕教育（又譯悠閒教育、寬鬆教育）是日本教育中相對於應試教育，將授課時間與內容縮減的教育辦法。

## 概要
寬裕教育是遵照1980年度、1992年度、2002年度實施的《學習指導要領》中的教育辦法。有學者將1980年度、1992年度和2002年度所實施的《學習指導要領》作區別。亦有人將1992年度開始實施的教育稱為寬裕教育。
日本教職員組合（日教組）提出「有寬裕的學校」後，由第2次中曾根內閣主導成立的臨時教育審議會（臨教審），基於「公共教育民營化、自由化」之主張，確定了踏上寬裕教育的方向。文部省與中央教育審議會（中教審）導入重視「寬裕」（ゆとり）的《學習指導要領》，實質上自2002年度起正式展開。
雖然反對應試教育的日教組與教育者得到財界人士等的支持，但令學生學力低下的問題受到指摘及批判。文部科學大臣中山成彬要求中教審，重新審視學習指導要領。在第一次安倍內閣的主導下，更著手改革寬裕教育政策。2008年公布了和過去刪減內容的作法相反，增加學習內容，但更強調學校與家庭、地域相結合及學生思考、分析、應用及統整能力培養，非議填鴨式教育的《學習指導要領》，被日本媒體稱為「脫寬裕教育（脱ゆとり教育）」。
環球經濟社社長林建山認為，標榜「減輕壓力、快樂學習」的1994年臺灣教育改革所產出的結果，與寬裕教育所產出的結果是一樣的。

## 歷程

### 寬裕教育的歷程
- 1972年（昭和47年） - 日本教職員組合提出「寬裕教育」以及「學校5日制」[5][6][7]。
- 1977年（昭和52年）-1978年（昭和53年） - 全面修改學習指導要領。
  - 1980年（昭和55年）度起實施。･･･邁向寬裕教育路線
    - 刪減學習內容、授課時數。
    - 口號「ゆとりと充実を」、「ゆとりと潤いを」。
    - 開始不做教科指導的「ゆとりの時間」。
- 1984年（昭和59年） 在中曾根政權下成立的臨時教育審議會（臨教審）著手寬裕教育的方針[8]
- 1985年（昭和60年）-1987年（昭和62年） - 中曾根政權臨時教育審議會答覆「個性重視の原則」「生涯学習体系への移行」「国際化、情報化など変化への対応」等關於寬裕教育基礎的4項提問[3]。
- 1989年（平成元年） - 全面修改學習指導要領[12]。
  - 1992年（平成4年）度起實施。･･･強化寬裕教育路線
    - 刪減學習內容、授課時數。
    - 廢除小學第1學年、第2學年的理科、社會，新增教科生活。
- 1992年（平成4年） - 將9月第2個星期六變更為休課日。1995年（平成7年）4月起第4個星期六也成為休課日。
- 1996年（平成8年） - 文部省、中教審委員採用重視「寬裕」的學習指導要領[13]。
- 1998年（平成10年）-1999年（平成11年） - 全面修改學習指導要領[14]。
  - 2002年（平成14年）度起實施。 ･･･寬裕教育實際開始
    - 刪減學習內容、授課時數。
    - 全面實施學校週5日制。
    - 新增「綜合學習時間」（総合的な学習の時間）項目。
    - 採行「絕對評價」制度。
- 2004年（平成16年） - 國際學生學習評量 (PISA2003, TIMSS2003) 結果出爐，日本學生的分數低落成為問題。
- 2005年（平成17年） - 文部科學大臣中山成彬要求中央教育審議會重新審視學習指導要領。
  - 次年度起，指導要領外的學習內容以「發展性內容」（発展的内容）的名稱重新編入教科書。
- 2007年（平成19年） - 在首相安倍晉三主導下，以「教育再生」之名，開始著手改革寬裕教育，不過日教組維持主張「ゆとり教育を推進すべき」[15] 。
- 2008年（平成20年） - 公布新學習指導要領方案[16]。
  - 2011年（平成23年）度起實施。･･･脫離寬裕教育路線